# ۸۲۴ (خورشیدی)
۸۲۴ هشتصد و بیست و چهارمین سال هجری خورشیدی است.